# Jacques Cossard
Pour les articles homonymes, voir Cossard.

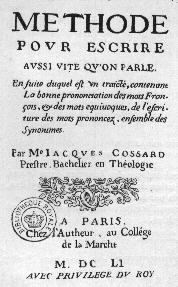
Première page du livre Méthode pour escrire aussi vite qu'on parle

Jacques Cossard est un prêtre français qui a contribué à l'élaboration de la sténographie.

## Biographie
Il publie Méthode pour apprendre à lire en 1633. Il y conseille, par exemple, de « faire prononcer à l'enfant, pour sa deuxième leçon de lecteur, les trois lettres abc comme si c'était un mot disant abc. En prononçant abc on le fera toucher sur les lettres ».
Il publie le livre Méthode pour escrire aussi vite qu'on parle en 1651, qui a obtenu les privilèges du roi Louis XIV.

## Œuvres
- Jacques Cossard, Methodes pour apprendre a lire, a escripre, chanter le plain-chant, et compter, Paris, Chez l’auteur, 1633 (Gallica)
  - Alphabet pour les enfans, premiere partie, p. 12-196
  - Seconde methode pour apprendre à lire en langue françoise, p. 197-314
  - Troisieme methode pour apprendre à bien chanter (premiere partie enseignant à chanter le plain chant – seconde partie enseignant à chanter la musique), p. 315-328
  - Quatriesme methode pour apprendre à compter, p. 329-340
  - Alphabet grec, p. 1-14
  - Alphabet des lettres hebraïques, p. 15-16
- Jacques Cossard, Alphabet grec et hebraique : extraict des methodes pour apprendre à cognoistre les lettres & ligatures grecques, & les lettres hebraïques ; & en icelles lire, seul & sans maistre. Par Jacques Cossard prestre bachelier en theologie, curé de Dormans, Paris, chez l'autheur au collège de La Marche. Et chez André Soubron, 1646[-1647], 2 parties en 1 vol., 32-[7]-16 p. Notice BnF, ancien possesseur de cet exemplaire : Claude Joly)
- Jacques Cossard, Methode pour escrire aussi vite que l’on parle, Paris, Chez l’auteur, 1651 (en pdf)
- Jacques Cossard, Pour apprendre à chanter, Paris, l'auteur, (s. d.) Manuscrit. Richelieu, Fr. nouveau. acq-4671, fol. 50v et 51 (en ligne) : Tableau gravé, fait « [pa]r maistre Jacques Cossard, prestre, bachelier en théolo[gie], curé de Dormans, estant de présent au collège de la Marche. »

## Alphabet Cossard
Son alphabet, de 22 signes, dérivé des signes anglais, est basé des lignes droites et bombées, avec une extension différente selon la lettre qu'ils représentent. Il a des signes spéciaux pour les voyelles et utilise des abréviations ou des suppressions de lettres, syllabes et mots.